# わが子は他人
『わが子は他人』（わがこはたにん）は、1974年4月3日から同年9月25日までTBS系列局で放送されたテレビドラマ。『木下恵介アワー』の作品最終作である。
木下恵介プロダクション（現ドリマックス・テレビジョン）とTBSの共同製作。フィルムカラー作品。全26話。放送時間は毎週水曜 22:00 - 22:30 （日本標準時）。

## 放送データ
- 放送期間：1974年4月3日 - 9月25日
- 放送日時：毎週水曜日 22:00-22:30
- 放送回数：全26回
- 放送形態：カラーフィルム作品

## 解説
手塩にかけた我が子が他人だった・・・赤ん坊の取り違い事件が巻き起こす人情喜劇。

## あらすじ
待望の子宝に恵まれた二組の夫婦は幸せな生活をしており、やがて子どもが小学校に入学する時がきた。この時、同時に二組の親は、わが子の血液型に疑問をもってしまった。両親の血液型からは、決して生まれないはずの血液型を子どもが持っていたのだ。妻が浮気したのだろうか・・・？血液検査の間違いか・・・？それとも病院で取り違えたのか・・・？幸せな家庭は一瞬にして奈落の底に突き落とされた。血のつながりがこの世で一番の真実なのか？それとも真実の愛とはもっと違うものなのか？二組の夫婦はこの真実の愛を探し始めるのだが・・・

## キャスト
- 福山大吉（太陽カッター社長）：松山省二
- 福山紀子（大吉の妻）：音無美紀子
- 福山ゆき（大吉の母）：小夜福子
- 福山隆（大吉の弟）：喜久川清
- 福山一郎（大吉と紀子の長男）：春田和秀
- 和泉元（中学校教師）：杉浦直樹
- 和泉和子（元の妻）：林美智子
- 和泉晃（元と和子の長男）：吉田友紀
- 滝沢春生（和子の姪）：高沢順子
- 松林ハナ（産婦人科病院の看護婦）：春川ますみ
- 早瀬（産婦人科病院の事務長）：小栗一也
- 津島義孝（産婦人科病院の院長）：北沢彪
- 西城（保健所の医師）：佐々木功
- 田口（隆の友人）：桐原新
- 原京子（元の教え子）：安東結子
- 吉川（元の教え子）：鈴木陽子
- 川島（元の教え子）：鶴ひろみ
- 原周造（京子の義理の父）：森幹太
- 原葉子（京子の母）：阿部百合子
- 友二（太陽カッター従業員）：鍋谷孝喜
- 洋介（太陽カッター従業員）：田尻丈人
- 京子（一郎の同級生・克美の母）：猪俣光世
- 妙子（一郎の担任）：井口恭子
- ホステス：たくみさよ
- 久保：真鍋明子
- バーテンダー：近藤典弘
- 警官：城戸卓
- 公安官：名古屋章
- 三田村賢二
- 岡田和江
- 下川清子
- 戸川美子
- 坂本眸
- 久野泰子

- ナレーター：矢島正明

## 放送リスト
| 回 | 放送日        | サブタイトル |
| -- | ------------- | ------------ |
| 1  | 1974年 4月3日 | （なし）     |
| 2  | 4月10日       | （なし）     |
| 3  | 4月17日       | （なし）     |
| 4  | 4月24日       | 訪問者       |
| 5  | 5月1日        | 出合い       |
| 6  | 5月8日        | 父親たち     |
| 7  | 5月15日       | 喧嘩         |
| 8  | 5月22日       | 子供たち     |
| 9  | 5月29日       | 不安な日々   |
| 10 | 6月5日        | 再会         |
| 11 | 6月12日       | 決心         |
| 12 | 6月19日       | 親戚づきあい |
| 13 | 6月26日       | 相互訪問     |
| 14 | 7月3日        | 夏のはじめ   |
| 15 | 7月10日       | 噂           |
| 16 | 7月17日       | 提案         |
| 17 | 7月24日       | 夏休み       |
| 18 | 7月31日       | 戸惑い       |
| 19 | 8月7日        | 別れ         |
| 20 | 8月14日       | 喜び         |
| 21 | 8月21日       | 試み         |
| 22 | 8月28日       | 夏の終り     |
| 23 | 9月4日        | 行方知れず   |
| 24 | 9月11日       | 希望         |
| 25 | 9月18日       | 秋になれば   |
| 26 | 9月25日       | わが子よ     |

## スタッフ
- 企画：木下恵介
- 脚本：田向正健
- 演出：木下恵介、岩城其美夫、今井雄五郎、大槻義一、中村登、中新井和夫
- 音楽：木下忠司
- 撮影：渡辺浩
- 編集：岸田和司
- 美術：出川三男
- 録音：島田満
- 照明：中田達治
- 進行：戸井田康国
- 装置：関根安重
- 装飾：松本正二郎
- 結髪：芦野由枝
- 記録：福島マリ
- 調音：松竹録音スタジオ
- 衣裳：松竹衣裳
- 現像：東洋現像所
- 制作主任：石和薫
- 協力：万兵（株）
- 助監督：中新井和夫
- プロデューサー：飯島敏宏、小梶正治
- 制作協力：松竹株式会社
- 制作：木下恵介プロダクション、TBS